# Schlacht von Italica
Baetis – Lauron – Valentia – Italica – Sucro – Saguntum – Osca
Die Schlacht von Italica fand 75 v. Chr. im heutigen Spanien, nahe Italica, zwischen dem römischen Feldherren Quintus Metellus und dem Legaten von Quintus Sertorius, Lucius Hirtuleius, im Zuge des Bürgerkriegs zwischen Marius’ und Sullas Unterstützern statt. Sertorius war der letzte Unterstützer Marius’, der Rom noch Widerstand leistete.
Der Konflikt zwischen den Sullanern und Marianern in Spanien und Nordafrika von 80 bis 72 v. Chr. wird auch als der Sertorianische Krieg bezeichnet.

## Vorgeschichte
Während des Bürgerkriegs 87–84 v. Chr. kämpfte Quintus Sertorius für die Marius-Fraktion gegen Sulla, mit der er sich jedoch noch während des Krieges zerstritt. Daraufhin wurde er im Jahr 83 v. Chr. als Statthalter auf die Iberische Halbinsel geschickt, wo er erfolgreich die Stämme Hispaniens an sich band. Jedoch verlor die Fraktion rund um Marius, an die sich Sertorius immer noch gebunden fühlte, den Krieg gegen Sulla in Italien und Sulla entsandte 82 v. Chr. eine Armee unter Gaius Annius, die ihn von der iberischen Halbinsel vertrieb.
Im Jahre 80 v. Chr. landete Sertorius erneut in Hispania, schlug eine römische Armee in der Schlacht am Baetis und warf wiederholt Armeen unter dem Kommando von Konsul Metellus aus Rom zurück, woraufhin der Senat 76 v. Chr. Pompeius entsandte, um Sertorius zu besiegen.
Im selben Jahr erreichte Sertorius Verstärkung in Form von Marcus Perpenna, der ihm die Überreste des Heeres einer neuen Revolte aus den Vorjahren, unter Marcus Aemilius Lepidus, dem Rebellenkonsul von 78 v. Chr., brachte. Durch diese Verstärkung entschied sich Sertorius zur Offensive auf die spanische Ostküste, in deren Zuge es 76 v. Chr. zur Schlacht von Lauron kam, welche trotz eines taktischen Sieges nicht den gewünschten Erfolg brachte.
Im Jahr darauf entschied sich Sertorius dafür, zuerst Metellus anzugreifen, und ließ seine Legaten Perpenna und Herrenius zurück, welche prompt von Pompeius in der Schlacht von Valentia besiegt wurden. Sertorius brach seinen Angriff ab und eilte Pompeius entgegen, um die Situation zu stabilisieren. Gegen Metellus ließ er erneut einen seiner Legaten, Hirtuleius, zurück. Metellus und Hirtuleius befanden sich in der Nähe der römischen Kolonie Italica, als Hirtuleius den Fehler machte, seinen Gegner zu einer offenen Schlacht zu zwingen.

## Verlauf
Hirtuleius stellte kurz nach Sonnenaufgang seine Armee auf und marschierte auf Metellus’ Lager, um seinen Gegner zum Kampf zu provozieren. Metellus hielt seine Truppen jedoch bis Mittag in seinem Lager. Es war extrem heiß und die Truppen von Hirtuleius waren bald ermüdet, während die Legionäre von Metellus relativ frisch blieben. Da sein Feind stundenlang vor seinem Lager aufgestellt blieb, ohne anzugreifen, studierte Metellus ihre Schlachtordnung. Er bemerkte, dass Hirtuleius seine stärksten Einheiten in der Mitte seiner Kampflinie postiert hatte, und beschloss, dies zu seinem Vorteil zu nutzen.
Als der Kampf schließlich begann, hielt Metellus sein eigenes Zentrum zurück und konzentrierte sich darauf, an den Flanken zu gewinnen. Nachdem er seinen Gegner an den Flanken geschlagen hatte, umschloss er das Zentrum von Hirtuleius. Dies resultierte in einer fatalen Niederlage der Sertorianer. Metellus hatte sich in seiner Taktik von Hannibal inspirieren lassen, der im Zweiten Punischen Krieg mit einer ähnlichen Taktik bei Cannae einen totalen Sieg erzielen konnte. Er wurde daraufhin von seinen Truppen als römischer Hannibal gepriesen.

## Folgen
Hirtuleius verlor 20.000 Mann bei Italica und floh nach Norden, Metellus verfolgte ihn, um Sertorius nun von zwei Seiten unter Druck zu setzen. Pompeius blockierte Sertorius nahe dem Ort Sucro. Als Sertorius von Hirtuleius Niederlage und dem Verlust seiner Armee bei Italica hörte, beschloss er, Pompeius zu besiegen, bevor Metellus aus dem Westen eintreffen würde. Daraufhin kam es zur Schlacht von Sucro.